# 第百三十四国立銀行
第百三十四国立銀行（だいひゃくさんじゅうしぎんこう）は、明治期に愛知県名古屋市で設立された銀行。初代頭取岡谷惣助。
1878年（明治11年）に、尾張藩元家老志水忠平らが、旧尾張藩士族の金禄公債などを資本に名古屋に設立。資本金は15万円。初代頭取には岡谷惣助が就任。豊橋、岡崎、半田に支店を開設。20年の営業満期を前に第十一国立銀行と統合するような形で、愛知銀行（東海銀行の前身の一つ）が設立され歴史の幕を閉じた。

## 設立時の株主構成
- 士族：219名、1,239株
- 平民：15名、261株

## 沿革
- 1878年（明治11年）11月12日：設立
- 1879年（明治12年）1月8日：開業
- 1886年（明治19年）7月1日：第八国立銀行を合併し、資本金を30万円に増資
- 1896年（明治29年）4月20日：愛知銀行が開業し実質営業譲渡を行う
- 1897年（明治30年）4月1日：営業満期前特別処分法により私立銀行百三十四銀行に改称
- 1897年（明治30年）7月26日：本店を愛知銀行本店内に移転
- 1902年（明治35年）7月20日：解散